# The Storyteller
The Storyteller (El Narrador de Cuentos o El Cuentacuentos en español) es una serie de televisión británica creada y producida por Jim Henson en 1987.
La serie relata míticos cuentos europeos a través de la combinación de actuación de actores reales y marionetas. La temática de dichos cuentos es muy variada, pero tratan los temas universales propios del folclore y de la tradición de los cuentos de hadas. Los episodios son contados por un viejo narrador, interpretado por John Hurt, sentado junto a una chimenea en un antiguo castillo renacentista, y siempre acompañado por su perro parlante, cuya peculiar voz fue aportada por Brian Henson. Cabe destacar, como dato curioso, el significado y simbolismo que el número tres tiene en cada capítulo.

## Lista de capítulos

### Primera serie
| Título en España             | Título en Hispanoamérica |
| ---------------------------- | ------------------------ |
| 1. El soldado y la muerte    | El soldado y la muerte   |
| 2. Juan sin miedo            | Un sastrecillo sin miedo |
| 3. El niño afortunado        | Un niño con estrella     |
| 4. Cuando me faltó un cuento | El último cuento         |
| 5. Hans, mi pequeño erizo    | Hans, mi erizo           |
| 6. Los tres cuervos          | Los tres cuervos         |
| 7. Cenicienta                | Natura                   |
| 8. El gigante sin corazón    | Un gigante sin corazón   |
| 9. La verdadera novia        | La verdadera esposa      |

### Serie derivada:The Storyteller: Greek Myths
Jim Henson hizo otra serie de episodios, llamado El cuentacuentos: Mitos griegos o El Cuentista: Mitos griegos, presentados por el actor Michael Gambon, y con el mismo perro (de nuevo con la voz de Brian Henson). El narrador cuenta sus historias desde el Laberinto de Creta, al que es arrojado como castigo por ladrón. Sólo se realizaron cuatro episodios.
1. Teseo y el Minotauro
2. Perseo y la Gorgona
3. Orfeo y Eurídice
4. Dédalo e Ícaro

## Sinopsis

### El Cuentacuentos

#### El soldado y la muerte
Basado en un cuento ruso, un soldado regresa después de 20 años de guerra con nada más que tres galletas en su bolsa y un chelín que ya se lo había gastado. En el camino se encuentra con un mendigo que toca una hermosa tonada con su violín y el soldado exclama que bonita melodía, el mendigo le contesta "¿crees que vale una moneda?". Siendo el soldado muy generoso le ofrece una de sus galletas, el mendigo acepta y en agradecimiento le da una extraordinaria habilidad para silbar como su violín.
Siguiendo su camino, el soldado encuentra un segundo mendigo, quien no le pide comida sino algo de compañía ya que se siente solo. El soldado acepta y juntos se divierten haciendo música, el mendigo con un tambor y el soldado con sus extraordinarios silbidos. Después del buen rato, el soldado le regala al mendigo su segunda galleta.
Continuando su camino, encuentra un último mendigo que le propone jugar una mano de póker con sus naipes. El soldado acepta y por un rato se divierte hasta que, después de algunas manos, se da cuenta de que el mendigo no pierde ninguna. Finalmente, el soldado se rinde ya que le es imposible ganar ninguna partida y comienzan a hablar y hacer bromas. El mendigo le dice que tiene hambre y el soldado ofrece compartir la mitad de la última galleta que le queda, pero antes de darle sólo una mitad siente un remordimiento y termina por darle las dos mitades.
El mendigo se da cuenta de que el soldado tiene un buen corazón y le regala su baraja de naipes con la cual, según él, nunca perdería una sola mano. Le regala también un viejo saco y le explica que cualquier cosa que desee tener sólo basta con decir el nombre de la cosa en voz alta y luego la orden "¡Entra en el saco!". El soldado no cree mucho en lo que dice el mendigo pero acepta ambos regalos y continúa su viaje a casa.
Pronto se encuentra en una laguna con hermosos gansos y cisnes donde decide descansar. Curioso por aquel extraño regalo, ordena: "¡Ganso, entra en el saco!" y rápidamente el animal entra en el saco donde pudo meter dos gansos más. Continúa con su viaje y llega a un pueblo gobernado por un rey, buscando un lugar donde comer y dormir entra en una taberna donde ordena que le asen un ganso. El dueño acepta su ofrecimiento y le da además un cuarto donde pueda pasar la noche. Pronto, tendría que burlar demonios, salvar un reino y tratar de burlar a la misma muerte.

#### Juan sin miedo
De un antiguo cuento alemán. Sinmiedo era un muchacho valiente pero sin juicio, hijo de un sastre. Siempre contrastado con su ejemplar hermano, era ineficiente en todos las tareas que le encargaban. La única ilusión de Sinmiedo era tocar el violín, y sobre todo su amada Lidia, pero era desaprobado por el padre de esta. Un día, el sastre lo mandó a recorrer el mundo para saber que es el miedo. Se encuentra entonces con un viejo pícaro, quien al tratar de robarle sus pocos chelines, queda admirado por su valentía y se hace su amigo y compañero de viaje, y promete asustarlo.
Van, pues, a un famoso estanque, en cuyas aguas al anochecer, anidaba un sanguinario monstruo con sus bellísimas hijas, quienes atraían a hombres y mujeres al lago para ser degollados. Sinmiedo cautiva al monstruo tocando una melodía irlandesa en su violín; tanto que el monstruo se mudó a Irlanda. La gente del pueblo lo elogia y lo llena de regalos, pero Sinmiedo aún no se ha asustado, por eso su amigo lo lleva a un castillo habitado por un demonio; al entrar Sinmiedo sólo encuentra al demonio, que vivía partido por la mitad, y le invita a jugar una especie de boliche con huesos y como bola un cráneo, donde el joven vence. Como venganza, el demonio toma la apariencia de su amigo, pero al final Sinmiedo lo destruye, aún no conoce el miedo. Al retornar a casa, encuentra a Lidia desvanecida desde su partida, pero despierta al ver a su amado. Sinmiedo está feliz por su destino, y por haber conocido el miedo.

#### El niño afortunado
Basado en un cuento ruso, comienza con la profecía que anunciaba, que el séptimo hijo varón de un séptimo hijo destronaría al rey, por lo que este rey y su canciller buscaron a la familia del niño y prometieron cuidar de él en la corte. Al aceptar la familia por las buenas, el rey arrojó al niño a un barranco, pero el niño no sufrió ningún daño y fue criado por un panadero. Cuando se convirtió en hombre, el rey llegó al lugar y al descubrir que no murió, hizo llevar al joven a la corte, dándole una carta sellada por él, sin saber el joven que en ella estaba la orden de matar al portador, en su camino hacia la corte cae dentro de un escondite de ladrones donde conoce a uno, que después de dormirlo con engaños lee la carta y compadeciéndose de él cambia el contenido por la orden de que al portador se le ofrezca la mano de la princesa. Al despertar el joven afortunado se encontraba en la puertas del castillo donde entregó la carta y se cumplió la orden del rey; el rey al llegar a la corte se sorprendió por lo ocurrido y condicionó su aprobación, siempre y cuando el joven consiguiera la pluma dorada del Grifo (un tipo de monstruo que asolaba el reino), en su búsqueda del Grifo, llega a un lago donde se encontraba una isla refugio y escondite del Grifo, para llegar a ella había un barquero con una maldición de llevar por siempre de orilla a orilla a todo viajero que llegase. Afortunado con la ayuda del mismo ladrón que modificó la carta que se hallaba prisionero del Grifo, gracias a su habilidad de cocinar. Al regresar a la corte con la pluma; además de joyas que había tomado de la isla, el rey sorprendido le dio su bendición; sin embargo su ambición motivo al rey a ir donde el Grifo, y al intentar cruzar el lago, apresura al barquero, quien le ofrece el remo para que remara el, pasándole así la maldición y el rey se quedó remando por siempre.

#### Cuando me faltó un cuento
Adaptación de la fábula la sopa de piedra, el Cuentacuentos habla de un tiempo difícil cuando se vio forzado a recorrer el territorio como mendigo. Habiendo llegado a la cocina de un castillo, coge una piedra y se burla del cocinero pidiéndole agua para hacer una sopa con la piedra y luego añadiendo al caldero otros ingredientes para mejorar su sabor. Sus esfuerzos le son recompensados con una audiencia con el Rey, quien le promete darle una corona de oro por cada historia que le cuente, una por cada día del año...pero el último día el Cuentacuentos se debilita y no puede pensar en más historias.

#### Hans, mi pequeño erizo
Adaptado de un cuento alemán. La esposa de un granjero estaba ansiosa por tener un hijo, tanto que no le importaba qué apariencia tuviera con tal de ver cumplido su deseo. La imprevisible fortuna le hizo alumbrar un híbrido entre humano y erizo: cubierto de suaves púas, bípedo y con hocico. Le llamaron Hans, y su madre le amaba tiernamente, pero no así su padre que le despreciaba ostensiblemente y se avergonzaba de él ante todos por lo que Hans huyó de su casa con varios animales de corral que su padre le dio y montado en su descomunal y ridículo gallo. Encontró un oscuro bosque donde levantó su hogar y vivió desde entonces con los animales salvajes.
Un día el rey de esas tierras se extravió en el bosque siguiendo una hermosa melodía dulce e inquietante a la vez que comenzaba con un "Hola" y terminaba con un "Adiós", y llegó a un hermoso palacio propiedad de Hans, el cual invitó al rey a suculentos manjares y, a continuación, interpretó para él aquella melodía con su gaita. El rey se quedó dormido, despertó a las afueras de su reino y, agradeciendo a Hans por haberle salvado la vida, le hizo una apresurada promesa:  "Transcurridos a partir de ahora un año y un día te entregaré el primer ser vivo que me reciba a mi llegada a palacio", en la creencia de que le recibiría su perro como ocurría siempre.., pero ocurrió que, en lugar del can, salió su hija a abrazarle.
Después de un año y un día Hans llegó al palacio y al conocer su premio reclamó la mano de la princesa en matrimonio prometiéndole su amor.., la princesa aceptó, entristecida por su suerte pero convencida de que sería muy feo romper una promesa dada su condición de hija del rey. Así pues, se celebraría en el castillo la boda más amarga en la historia del reino, tras lo cual Hans el Erizo se llevaría a la princesa a vivir a su lado. No obstante, Hans ocultaba un secreto que ella pronto iba a descubrir, pues, ni más ni menos, lo que ocurría era que a medianoche el erizo dejaba sus púas y se convertía ...¡en un guapo doncel!... Sin pérdida de tiempo la princesa descubrió el secreto a su madre a lo cual la reina responde proponiéndole quemar las púas en la chimenea para así liberar a Hans del hechizo, sin embargo esto empeora dicho hechizo y Hans deja a la princesa apresuradamente montado en su ridículo gallo.
Arrepentida, la princesa encargó que le hicieran tres pares de zapatos de hierro y, siempre calzada con ellos, salió en búsqueda de su esposo por todo el mundo. Por fin le encuentra en una pequeña choza en un bosque, se reconocen, él no se extraña al ver el encanecido cabello de la princesa largo tiempo apesadumbrada por su acción, y ,¡oh prodigio!, al saber la verdad de labios de ella, Hans sufre un asombroso cambio hasta recuperar definitivamente su forma humana.

#### Los tres cuervos
De un antiguo cuento popular alemán. Después de la muerte de la reina, una malvada bruja se casa con el rey, y convierte a sus tres hijos en cuervos para deshacerse de ellos. La princesa, hermana de los príncipes convertidos en cuervos, escapa. Ella debe guardar silencio por tres años, tres meses, tres semanas y tres días para romper el hechizo de la bruja. Tiempo después conoce a un apuesto príncipe, con quien se casa, pero las cosas no resultarán como ella esperaba...pues la bruja nuevamente aparecería pero esta vez como la madrastra de su príncipe.

#### Cenicienta
Esta es una variante de La Cenicienta. La muchacha cuyo dedo encaje en el anillo se volverá reina: la ley lo decreta. La muchacha cuyo pie encaje en la zapatilla se casará con un guapo príncipe; ¡que afortunada! pensarán ustedes... Oh no... cuando la princesa se coloca el anillo de su madre para no perderlo, el rey la descubre y se ve obligado a casarse con ella: la ley lo decreta. Pobre harapienta, casarse con su padre?? Pero como en toda historia encuentra una solución, decide pedir tres vestidos que le servirán para usarlos durante la ceremonia de bodas: 1. un hermoso vestido pálido del color de la luna, 2. un vestido de plata radiante como las estrellas, 3. un vestido de oro puro, oro solar. Se acerca el día de la ceremonia, pero ella huye disfrazada como una criatura de piel y plumas (fue ayudada por sus amigos, las criaturas del bosque, a hacerse este traje detrás del cual se oculta). Hasta que un día, conoce al guapo pero arrogante príncipe...del que se enamora profundamente, aunque este no se fije en ella por la apariencia que adoptó.
Se celebran bailes en el castillo, a los cuales la princesa asiste con magníficos vestidos, el príncipe la ve... bailan un vals... y... todo acaba a las 12 de la noche; hasta que... a ella se le cae una noche uno de sus zapatos de cristal.
El príncipe decreta que se casará con la chica que le quede el zapato, todas acuden; hasta sus... hermanas, pero a ninguna de ellas les queda, entonces ella se presenta y reclama el derecho de ponerse la zapatilla, increíblemente le queda bien, sus hermanas se horrorizan de ver a un ser tan extraño y que se va a casar con el príncipe, el príncipe evalúa la situación y decide cumplir su promesa ya que el dio su palabra, es en ese momento en el cual muchos animales salen de la nada y ayudan a nuestra princesa a deshacerse del traje de pelos y pluma y se transforma en la princesa que el conoció, ella le cuenta su triste historia, pero se alegra de haberse encontrado finalmente con él.

#### El gigante sin corazón
Basado en un viejo cuento alemán se trata de un gigante que aterrorizaba un reino, sin embargo el rey de aquel pudo capturarlo y lo encadenó en una de las prisiones del castillo. Al pasar el tiempo el gigante se hizo amigo de Leo, uno de los hijos del rey, pero este sólo lo engaño para que pudiera darle las llaves de sus cadenas y así poder escapar. Después de aquello los hermanos de Leo fueron en busca del gigante pero ninguno regresó y fue entonces que Leo decidió ir ya que se sentía culpable por aquello. Al pasar por ciertos altercados Leo se hizo amigo de un ave, un pez y un lobo. Tiempo después encontró al gigante y a sus hermanos (convertidos en piedra por el gigante), y fue por eso por lo que decidió convertirse en el sirviente del gigante para poder encontrar su corazón.
En dos ocasiones el gigante engañó a Leo sobre dónde estaba su corazón, pero se lo dijo realmente la tercera vez: - "Tan lejos que no te puedes imaginar, tan alto que no se puede alcanzar, en una montaña, en la montaña hay un lago, en ese lago una isla, en la isla una iglesia, en la iglesia un pozo y en el pozo un pato, en el pato un huevo y en el huevo ahí está mi corazón".
Al anochecer, Leo llamó a su amigo el lobo y fueron en busca del corazón, gracias también al ave y al pez, pudieron encontrar el huevo donde estaba el corazón del gigante.
Cuando regresó donde el gigante, éste estaba furioso porque había salido sin consultárselo; entonces Leo le mostró el huevo y el gigante lleno de pavor le pidió que se lo entregara pero Leo a cambio le pidió que liberara a sus hermanos y a toda la gente que había convertido en piedra, el gigante así lo hizo; sin embargo sus hermanos le quitaron el huevo y lo rompieron, fue así como el gigante murió, dando a conocer que en vez de corazón tenía un avispero. El cadáver del gigante hizo que se formara una montaña la cual se llamó La Montaña del Gigante sin Corazón. Leo les contó aquello a sus hijos y nietos sobre el gigante, sólo que cambiaba el final narrando que el gigante sí consiguió su corazón.

#### La verdadera novia
Basado en Al este del Sol y al oeste de la luna, un cuento popular noruego parte del Norske Folkeeventyr. Un troll era padre de una hija, pero ésta lo abandonó. De este modo el troll se procuró otra muchacha para reemplazarla y acompañarlo noche y día. Su nombre era Anja, huérfana de padre y madre. Endosándole tareas imposibles y luego golpeándola con la "vara de las contradicciones" cuando no las podía cumplir, ella, un día, pide un deseo. Su deseo es escuchado por el León Pensativo, una espléndida bestia blanca que completa sus tareas imposibles. Cuando ella encuentra el amor verdadero, él desaparece un día, así que Anja parte para encontrarlo...en las manos de la malvada hija del Troll
La joven Anja encuentra a su esposo bajo el hechizo de la malvada hija del Troll.
Anja deja tesoros a la Troll para que lo deje pasar noches con él.
La ambición de la joven Troll hace que le quitara el castillo a la joven Anja; que le fue dejada por el León Pensativo.
La Troll entra al castillo, en busca de grandes tesoros, entra a una puerta misteriosa y cae en un vacío infino.

### El Cuentacuentos: Mitos Griegos

#### Teseo y el Minotauro
Atenas debía enviar al rey Minos de Creta siete doncellas y siete jóvenes, que serían devorados por el monstruo Minotauro. En el tercer envío Teseo se presentó voluntariamente ante su padre para que le permitiera ser parte de la ofrenda y poder enfrentar al monstruo Una vez en Creta se servirá del amor de la joven Ariadna que no dudará en traicionar a los suyos por amor al héroe.

#### Perseo y la Gorgona
Perseo promete al tirano de Serifos traerle la cabeza de Medusa, una de las tres Gorgonas que podía convertir en piedra a los hombres sólo con su mirada. Con ayuda de los dioses, su familia, pues es hijo de Zeus y la mortal Dánae, conseguirá este trofeo. También se servirá de él para lograr el amor de Andrómeda.

#### Orfeo y Eurídice
Orfeo era un joven que con su lira y su música era capaz de conmover a las rocas y a las fieras. Estaba casado con Eurídice, pero ella muere por la picadura de una serpiente. Orfeo no duda en bajar al más allá en su búsqueda y disputársela con su lira a los mismos dioses de los infiernos. Hades y Perséfone, conmovidos, le permiten llevársela de vuelta con una condición…

#### Dédalo e Ícaro
Ícaro y Dédalo, después de construir el laberinto para el Minotauro, son encerrados en él por Minos. Para escapar construyen unas alas con plumas y cera y salen volando, pero el niño Ícaro, se acerca demasiado al sol y la cera de las alas se derrite provocando la caída y muerte del joven.

## VHS
En Reino Unido salieron a la venta los nueve capítulos de la primera serie en un set de 4 cintas.
En 1999 fueron reeditadas incluyendo los capítulos "El soldado y la muerte", "Cuando me quedé sin cuento", "El niño afortunado" y "Los tres cuervos"

## Libros
Dos versiones del libro han sido publicadas; el texto es el mismo pero las imágenes difieren. El texto, escrito como una serie de historias cortas por Anthony Minghella, está adaptado levemente para ajustarse mejor al estilo de "cuento corto". Uno (ISBN 0-517-10761-9, Boxtree) tiene una fotografía del Cuentacuentos en la portada; las ilustraciones interiores por Stephen Morley son las siluetas como se ven en el programa, y fotos de episodios a lo largo del texto. La otra versión (ISBN 0-679-45311-3, Random House) tiene ilustraciones a todo color hechas a mano por Darcy May, describiendo los cuentos a lo largo del texto.